# Marvin ou la Belle Éducation
Marvin ou la Belle Éducation es el nombre de una película francesa dirigida por Anne Fontaine. Se basa en la historia de un joven que cuenta su historia después de escapar de su familia y ciudad de origen. Fue protagonizada por Finnegan Oldfield. La película tuvo un reconocimiento en Venice Film Festival y galardonada como Mejor interpretación masculina en los Premios Horizonte.

## Sinopsis
La historia gira en torno a Martin Clément, nacido Marvin Bijou, quien escapa de su ciudad de origen y de su familia. Contará su historia a través de una pieza de teatro que se convertirá en todo un éxito. Pero, sin saber a que precio.

## Reparto
- Finnegan Oldfield como Marvin Bijoux.
  - Jules Porier como Marvin de niño.
- Grégory Gadebois como Dany Bijoux.
- Vincent Macaigne como Abel Pinto.
- Catherine Salée como Odile Bijoux.
- Catherine Mouchet como Madeleine Clément.
- Charles Berling como Roland.
- Isabelle Huppert como ella misma.
- India Hair como Vanessa.